# Riedenburg (Salzburg)

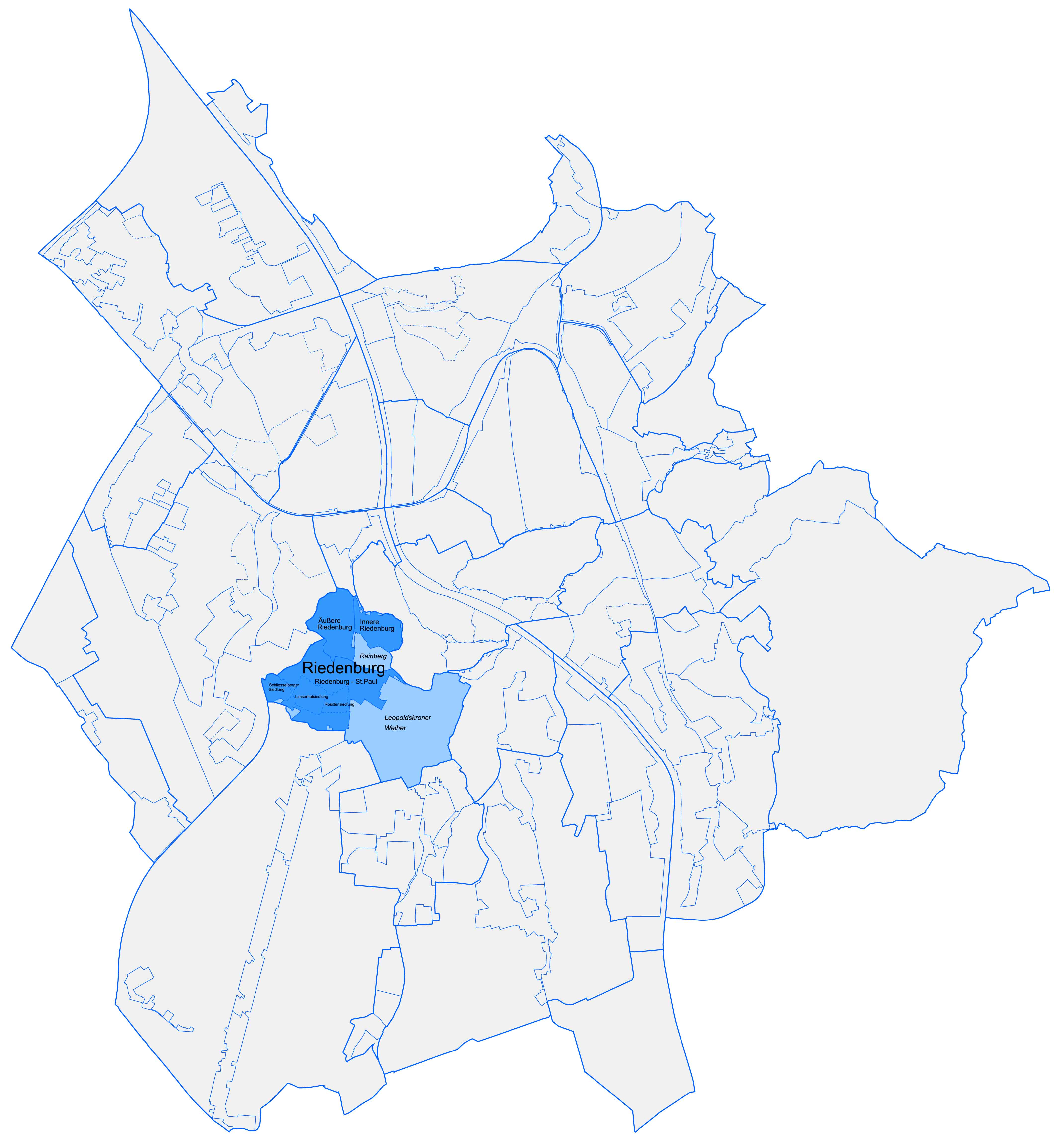
Der Salzburger Stadtteil Riedenburg

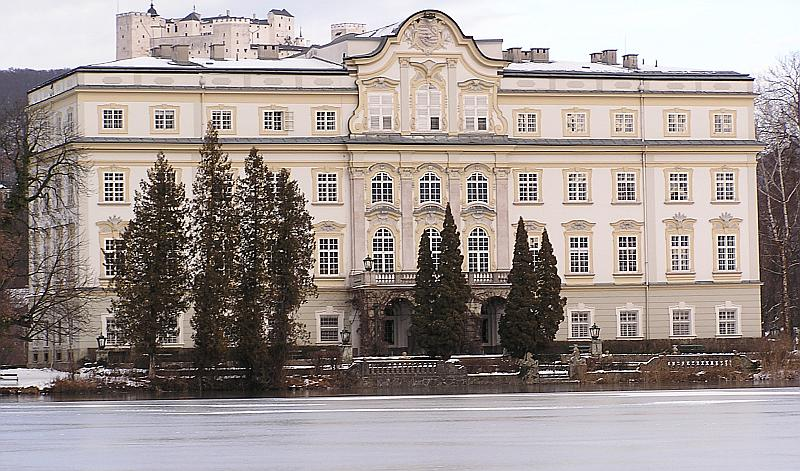
Schloss Leopoldskron

Riedenburg ist jener Stadtteil von Salzburg, der sich um den Rainberg (einst „Hohe Riedenburg“ genannt) mit der wohl wichtigsten vorrömischen Siedlung Salzburgs ausbreitet. Als „Riedenburg“ wurde dabei früher der stadtnahe Teil des Leopoldskroner Moores bezeichnet, der ursprünglich wesentlich von Ried (Schilf, Großseggen) bewachsen war.
Der Stadtteil liegt zwischen Nonntal, Leopoldskroner Moos, Maxglan, Gneis und der Altstadt. Gegen Mülln bildet die Reichenhallerstraße die Grenze, gegen Neu-Maxglan der Müllner Almkanalarm und gegen Maxglan-Riedenburg die Bräuhausstraße. Gegen Süden endet der bebaute Teil der Riedenburg mit dem Landschaftsraum „Leopoldskroner Weiher“ (Wiesen um die St.-Peter-Weiher). Im Osten bildet der Mönchsberg die Grenze des Stadtteils. Im Grünraum von Riedenburg („Leopoldskroner Weiher“) liegt das alte fürsterzbischöfliche Schloss Leopoldskron mit dem zugehörigen Weiher. Der Stadtteil Riedenburg besitzt eine Größe von 210 ha, hier leben heute etwa 7000 Bewohner.

## Geschichte
Der Name „Riedenburg“ war ursprünglich der Name des von Ried umgebenen schützenden Berges („Burg“ = befestigte Höhe, sprachlich mit „Berg“ eng verwandt), also des Rainberges („a rupe que Ritinburc appelatur“, 1139). Der Rainberg selbst war zwischen etwa 4500 v. Chr. (älteste Jungsteinzeit) bis 15 v. Chr. (Einmarsch der Römer unter Kaiser Augustus) durchgehend besiedelt, hier befand sich in der keltischen La-Tène-Zeit eine große stadtähnliche und gut befestigte Siedlung.
Riedenburg wird von zwei Armen des Almkanals durchflossen. Der Müllner Arm ist dabei älter als der Stiftsarm (nach 1137 erbaut) und versorgte ursprünglich, gespeist vom Überwasser des Riedenburger Moores bzw. des angrenzenden Leopoldskroner Moores, als „Riedenburger Bach“ schon im frühesten Mittelalter die Mühlen von Mülln. 1335 wurde der städtische Arm (Bürgerspitalsarm) durch den Mönchsberg gegraben, der vom Müllner Arm abzweigt und die Innere Riedenburg von Süden nach Norden durchquert.
Im 17. Jahrhundert wurden das Riedmoor (Niedermoor) von Riedenburg, ein nördlicher Ausläufer des großen Untersberger Moores („Die Pferde sanken dort bis zum Bauch ein und verloren im Morast die Hufeisen“), allmählich trockengelegt und das Gebiet zunehmend intensiver landwirtschaftlich genutzt.

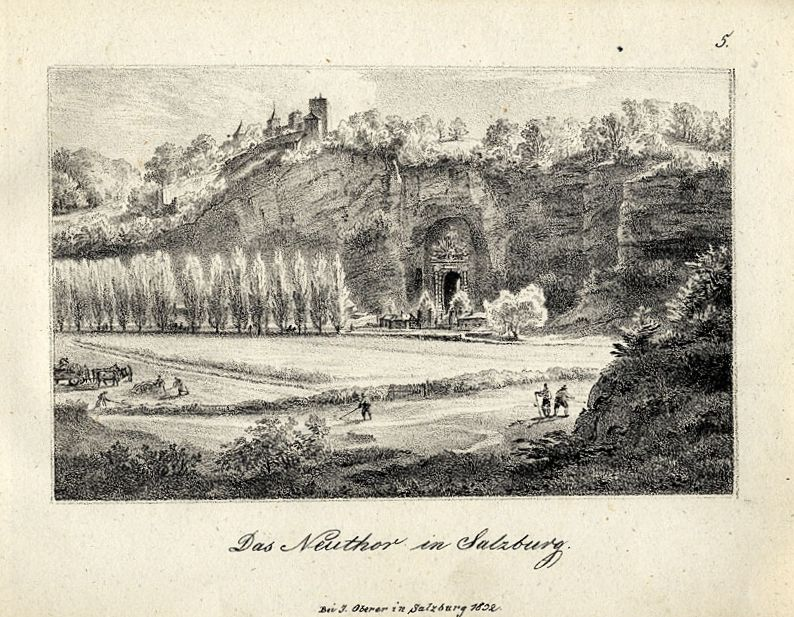
Friedrich Loos: Das Neutor in Salzburg, 1832 – gesehen von der noch unverbauten Inneren Riedenburg

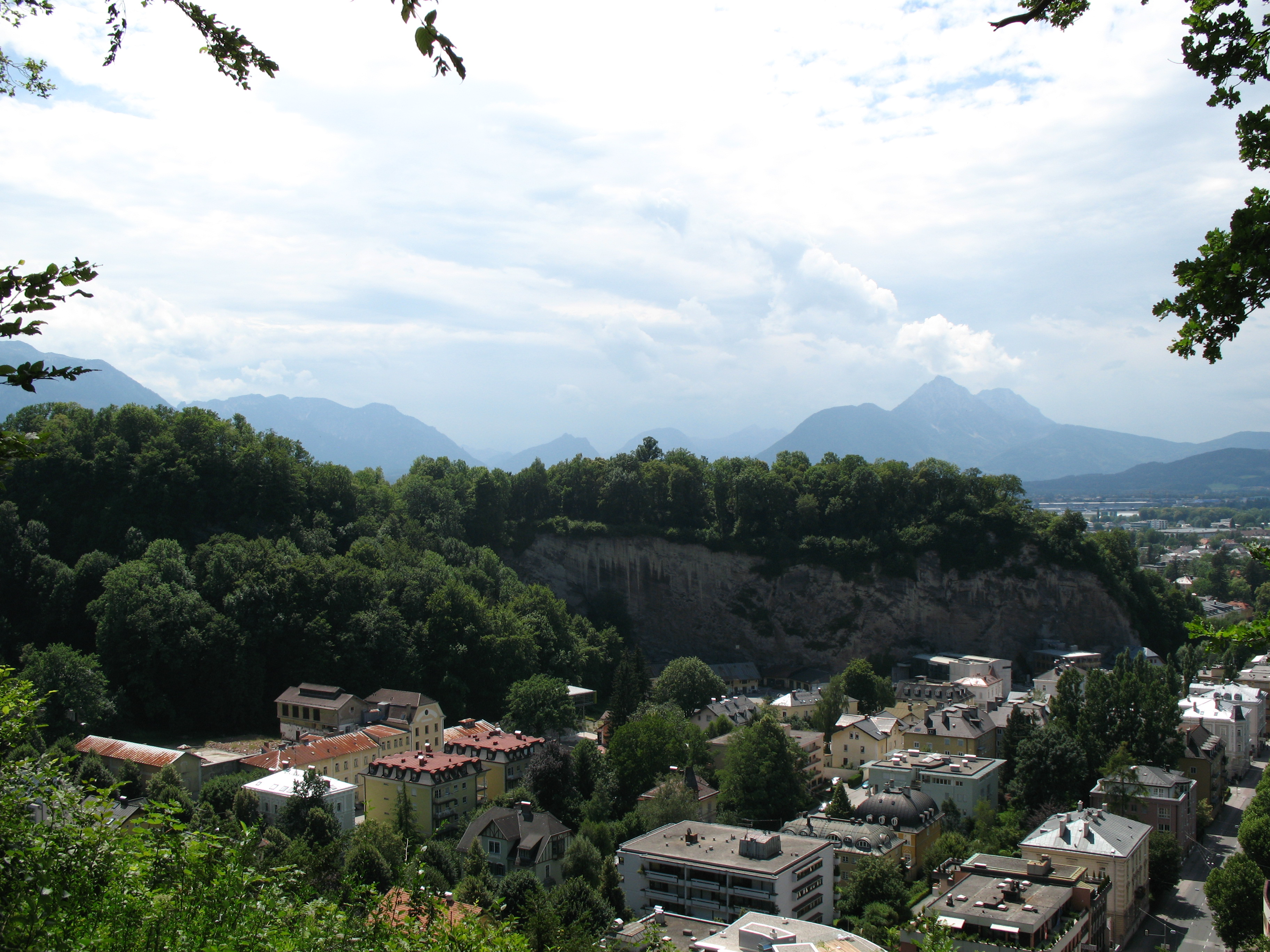
Innere Riedenburg 2007

Im Jahre 1670 erwarb Michael Spingrueber einen größeren Teil der Riedenburger Talsenke und errichtete hier ein Bauerngut, das „Neureit“ genannt war und später als „Ofenlochwirtshaus“ (Fürstenbrunnstraße 4) weitere Verwendung fand. Riedenburg wurde 1764–1767 durch den Bau des Sigmundstors (Neutor) von der Altstadt her erschlossen. Abgesehen von wenigen herrschaftlichen Gärten und Höfen (Späthhof, Mölckhof, Lebitschhof etc.), dem einst weitum berühmten Wolfegg-Garten und dem Ofenlochwirtshaus sowie den halbkreisförmigen Wehrbauten zur Sicherung des Sigmundstors war die Riedenburg bis Mitte des 18. Jahrhunderts weitgehend unbebaut. 1915/16 wurde die Straßenbahn durch das Sigmundstor bis in die Riedenburg hinaus verlängert.
Eine wichtige Voraussetzung für die Verbauung der Riedenburg der Gründerzeit war die Parzellierung der Baron-Löwensternschen Gründe in den Jahren vor 1880. Die genauen Richtlinien für die Gestaltung der vorgesehenen Straßen erfolgten im Regulierungsplan des Jahres 1886. Kurz darauf entstanden bereits vielerorts erste Wohnbauten. Die Aufschließung dieser Wohnbauten durch Straßen hinkte dabei deutlich hinterher, lange Zeit waren diese Straßen und Wege ungepflastert und ungepflegt und zeitweise kaum befahrbar. Eine erste Kanalisierung der Straßenwässer erfolgte erst nach vielen Petitionen der Bürger im Jahr 1905. Durch die Auflassung der alten Riedenburgerstraße mit dem Ofenlochwirtshaus verlor der Gasthof im Zuge der Neugestaltung der Straßensysteme seine Funktion als Kommunikationszentrum.
Ein Wahrzeichen Riedenburgs war lange Zeit der 54 Meter hohe Schlot der Sternbrauerei, der 1972 gesprengt wurde.

## Riedenburg und seine Teile
Der Siedlungsraum der Riedenburg besteht heute aus drei Teilen, dem ältesten Teil, der Inneren Riedenburg, sowie den jüngeren Teilen Äußere Riedenburg und Riedenburg St. Paul.

### Innere Riedenburg

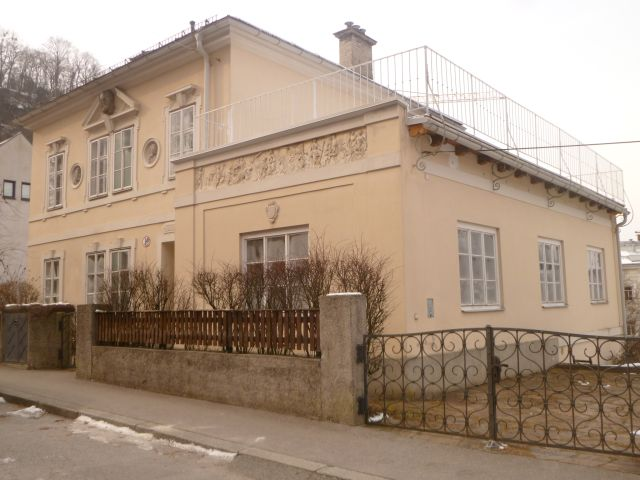
Piger-Villa, Bucklreuthstraße 14

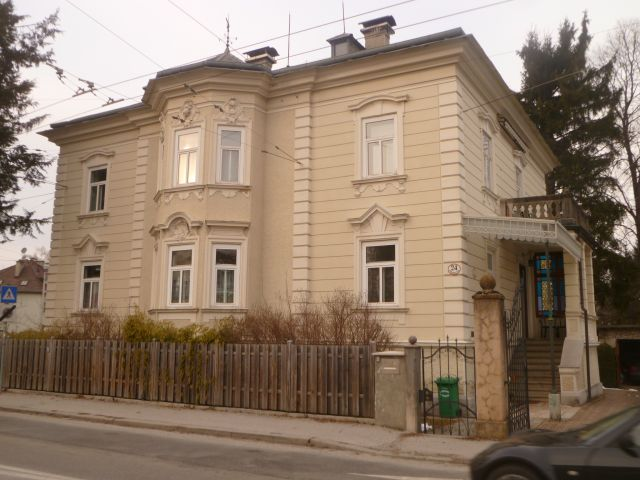
Villa Schmidt, Reichenhallerstraße 24

Lechnervilla, Neutorstraße 20

Zwischen 1850 und 1900 wurde unter Riedenburg hauptsächlich jener Stadtteil verstanden, der im Süden vom Rainberg (früher Ofenlochberg oder Hohe Rittenburg genannt) sowie im Osten und Norden vom Mönchsberg begrenzt wurde, also der stadtnächste Bereich des Leopoldskroner Moores. Dieser Bereich ist heute als „Innere Riedenburg“ bekannt. Als bemerkenswerte Einzelbauten sind folgende zu nennen:
- Die Villen der Bucklreuthstraße: Diese entstanden alle um 1890. Bedeutend ist vor allem die Villa des Bildhauers Johann Piger (Bucklreuthstr. 14), die für ihn und seine Familie vom bekannten Baumeister Jakob Ceconi erbaut wurde.
- Rainbergkeller (Ofenlochkeller, Rainbergstr. 5): Dieses Haus mit seinem dominanten Schopfwalmdach liegt erhöht am alten Fahrweg über dem einstigen Niedermoor der Riedenburg (Hauptweg vom äußeren Mülln über Bucklreith nach Nonntal) und ist das urkundlich älteste Haus im Stadtteil Riedenburg. Es stammt aus dem späten 16. Jahrhundert. 1670 kaufte es gemeinsam mit dem moorigen Talboden der hochfürstliche Hofkastner Michael Spingruber. Später diente das Gebäude als Wirtshaus und der Keller wurde als Eiskeller (Kühlraum) genutzt. Heute ist das Haus ein Geschäftslokal mit dem Namen Im Ofenloch.[1]
- Rainbergwirtshaus (Fürstenbrunnstraße 4) Der andere Teil der baulich sehr alten Rainberg-Gastwirtschaft wurde später als Villa umgebaut jahrzehntelang vom damaligen Salzburger Landeshauptmann Hans Lechner und seiner Familie genutzt.
- Villa Schmidt (Reichenhallerstr. 24): Sie entstand um 1900. Sie wurde für den Landschaftsrat Schmidt von Stadtbaumeister Wagner errichtet und fällt heute durch reich gegliederte Fassaden im Stil des späten Historismus auf, die in sehr ursprünglichem Zustand erhalten sind.

### Äußere Riedenburg
Ausgehend von einem alten Kasernengelände, das als Artilleriekaserne in fürsterzbischöfliche Zeit zurückreicht, wuchs der innere Siedlungskern schon um die Wende zum 20. Jahrhundert nach Südwesten bis an den Müllner Arm des Almkanals heran, der damals auch die Stadtgrenze bildete. Stadtnahe überwiegt dabei eine mehrgeschoßige gründerzeitliche Verbauung (großteils Kasernenbauten), die sich um den Almkanal in Ein- und Zweifamilienbauten (in offener Bauweise errichtet) auflockert.

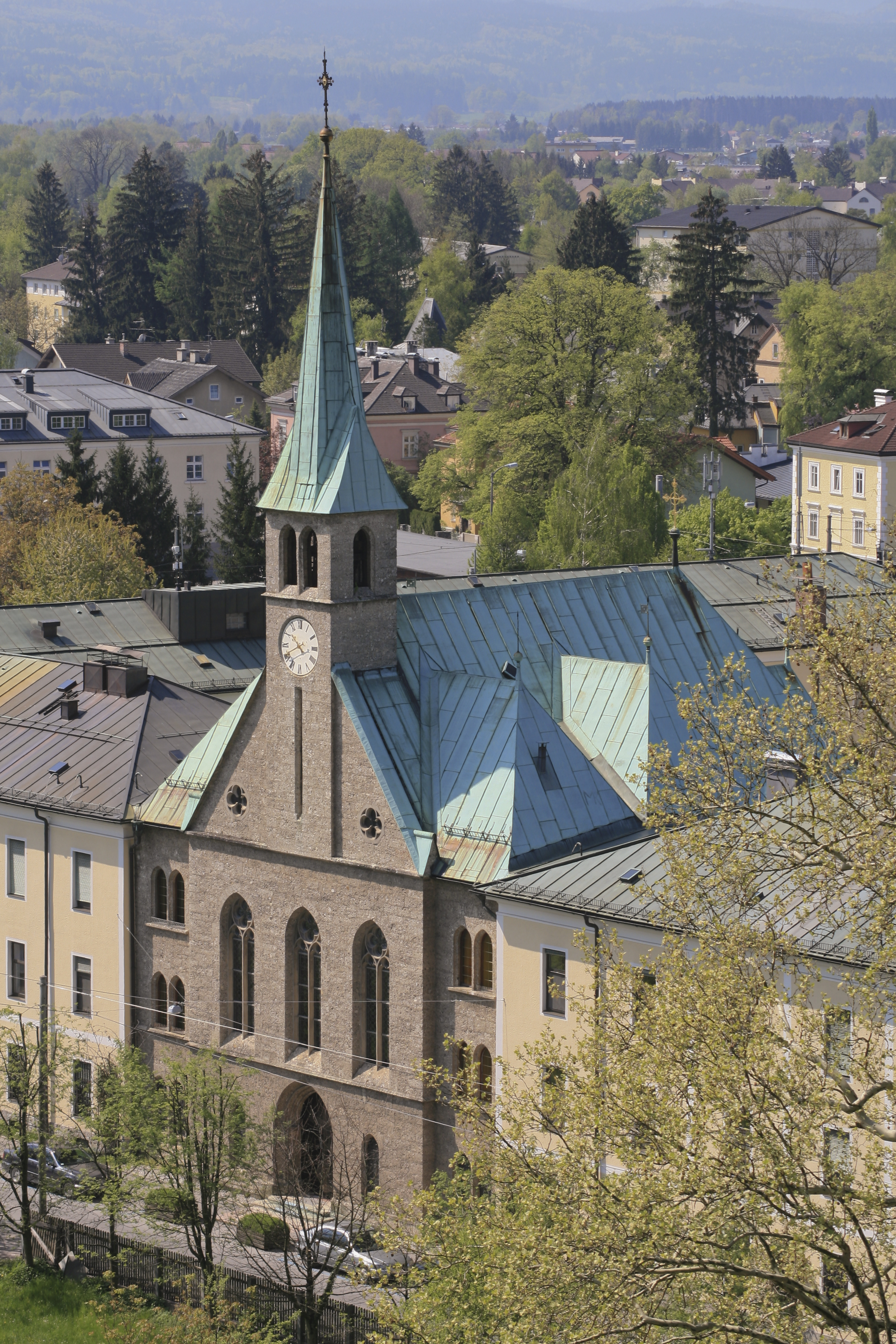
Herz-Jesu-Asyl-Kirche

- Riedenburgkaserne: Sie bestand seit 1736, früher mit weitläufigem Exerzierfeld am Nordhang des Rainberges.[2][3] Seit 1966 war sie Sitz des Militärkommandos Salzburg.[4][5] Das Kasernenareal wurde im Rahmen eines großen neuen Wohnbauprojekts verbaut. (Quartier Riedenburg)[6]

- Herz-Jesu-Heim (früher Herz-Jesu-Asyl)[7] (anstelle des Wolfegg-Gartens, Hübnergasse 5–7): Das unverputzte Steinquaderbauwerk mit der leicht vorspringenden zentralen Herz-Jesu-Kirche ist als Altenheim erbaut und genutzt. Das alte Schloss Wolfegg (Lustschloss des Domherren Anton Willibald von Wolfegg aus dem späten 18. Jahrhundert) ist dabei in Teilen (in das 1872 neuerbaute Asyl eingebaut) erhalten.[8] Die Konsolen der Fensterbänke enthalten Engelköpfe, die um 1600 geschaffen aus der umgebauten Residenz von Wolfegg in sein Schloss integriert wurden.
- Herz-Jesu-Asylkirche: Die einschiffige Asylkirche, eine Langhauskirche 1877/78 vom Wiener Dombaumeister Friedrich von Schmidt im neugotischen Stil errichtet, besitzt eine flache Holzdecke und einen Chor mit Kreuzrippengewölbe. Die Wandmalereien der Kirche stammen von Josef Gold (1891), die Glasmalereien im Chor von Karl Weiser (1963). Der Hochaltar mit der Figur Herz-Jesu zwischen Margareta Maria Alacoque und Theresa von Avila, sowie die Figuren des Hl. Michael, Franz von Sales und Vinzenz von Paul stammen von Johann Piger.[9]

### Riedenburg St.Paul
Im Zuge der immer weitergehenden Stadterweiterung wuchs auch der Stadtteil in weitere südlich gelegene Teile des Leopoldskroner Moores hinaus, der als neues kirchliches Zentrum die Pfarrkirche St. Paul erhielt. Der im Südwesten anschließende Stadtteil jenseits der Glan im ehemaligen Gemeindegebiet Maxglan ist als Maxglan-Riedenburg bekannt. Zu Riedenburg-St.Paul gehören auch folgende Siedlungen:
- Schliesselbergersiedlung: Die Schliesselbergersiedlung wurde um 1983 auf den Schliesselbergergründen nächst der Glan errichtet. Dort befand sich im 19. Jahrhundert eine Lederstampfmühle, die nach 1821 im Eigentum der Familie Schliesselberger war, der auch die nächstgelegenen gleichnamigen Gründe gehörten. Von 1904 bis 1977 befand sich an der Stelle der Lederstampfmühle eine Gerberei. Die Siedlung liegt zwischen der Karl-Heinrich-Waggerl-Straße im Norden und der Tobi-Reiser-Straße im Süden, sie reicht im Westen direkt an die Glan und schließt im Osten die Bauten beiderseits des Haselberger- und Kreuzbrücklweges mit ein.
- Lanserhofsiedlung: 1711 berichtet das Hofurbare Grundbuch der Stadt, dass der „auf dem Wildenmoß an der Riedenburg gelegene Grund baurätig“ – also bebaubar – gemacht wurde. 1718 wurde hier ein Stadel und ein kleines Wohnhaus errichtet, 1733 ein größeres Haus mit sechs Feuerstätten (Wohneinheiten). Der Reiffenstuelhof (auch Kleiner Lazaretthof, Atzwangerhof, Würstlhof, zuletzt Lanserhof) war 1772 ins Eigentum von Felix Atzwanger gelangt, dessen Tochter 1799 den Stadtrat und Handelsfaktor Ignaz Franz Würstl heiratete. Die Witwe nach Ignaz Würstl heiratete 1834 den Privatier Georg von Lanser, der den Hof dann bis 1864 besaß und daher bis heute „Lanserhof“ heißt. Nach 1975 entstand auf den zugehörigen Gründen zwischen der Dürlingerstraße und der Moosstraße die heutige Lanserhofsiedlung.
- Rosittensiedlung: Als Rositten wurde ein stadtnaher Teil des Wildmooses im Riedenburger Raum bezeichnet. Der Name leitet sich von einem dort einst stehenden Rossstadel ab. Nach 1984 entstand hier westlich des Rosittenweges und östlich der Moosstraße die neue Siedlung.
- Goriansiedlung: Der Name der kleinen Siedlung nächst der Kirche St. Paul erinnert an den Gorianhof, den 1796 Frau Eleonore Gorian geb. Atzwanger besaß.

### Leopoldskroner Weiher (Landschaftsteil)
Der Landschaftsraum ist vor allem geprägt durch die einstige Sommerresidenz von Fürsterzbischof Leopold Anton Eleuterius Freiherr von Firmian und dessen Erben. Zum Schlossensemble gehört nicht nur der von Max Reinhardt vergrößerte Schlosspark, sondern auch der im Eigentum der Stadt befindliche und zugängliche Leopoldskroner Weiher. Teil des peripheren Schlossgartens ist auch der schlossnahe Teil der Leopoldskroner Straße, als älteste Kastanienallee des Landes Salzburg. Bemerkenswert ist die Statue des Johannes Nepomuk aus Untersberger Marmor, die Firmian am Südende des Weihers aufstellen ließ.
Zum Landschaftsraum Leopoldskroner Weiher gehören auch die St. Peter-Weiher und der Villa-Berta-Teich (kulturgeschichtlich alte Teiche, die vielleicht aus Torfstichteichen entstanden sind) und der Grünraum um das uralte Krautwächterhäuschen (fälschlich „Henkerhäuschen“ genannt).
Die St. Peter-Teiche samt Umgebung sind derzeit als Privatzoo genutzt. Vor allem zahlreiche Wasservogelarten sind hier zu sehen. Die Teiche sind randlich zugänglich und werten den dortigen Naherholungsraum der Salzburger auf.
Das Gebiet ist im Ausmaß von 81,3 Hektar
als Landschaftsschutzgebiet (LSG00037) ausgewiesen. 

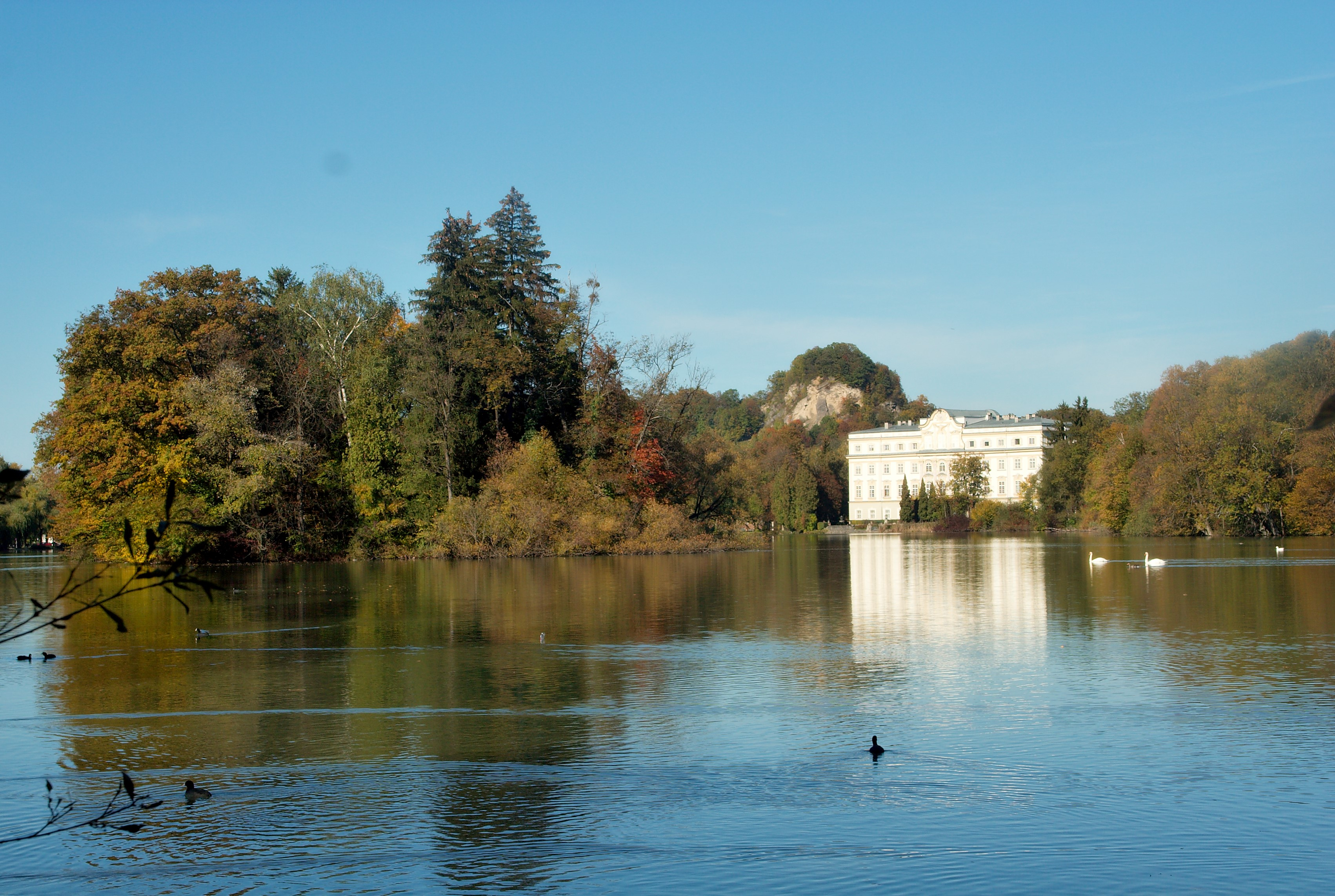
Leopoldskroner Weiher
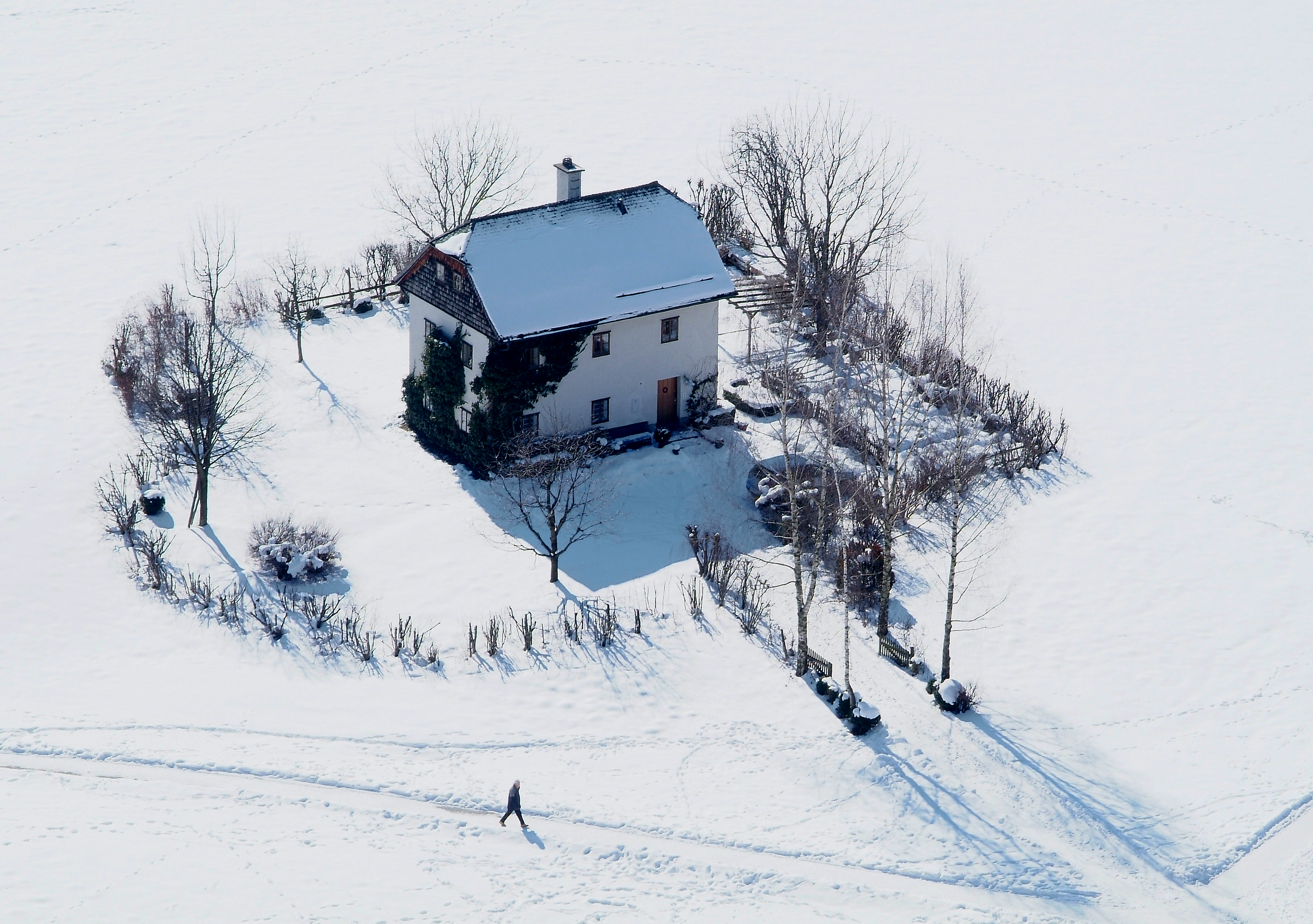
Krautwächterhäuschen im Winter
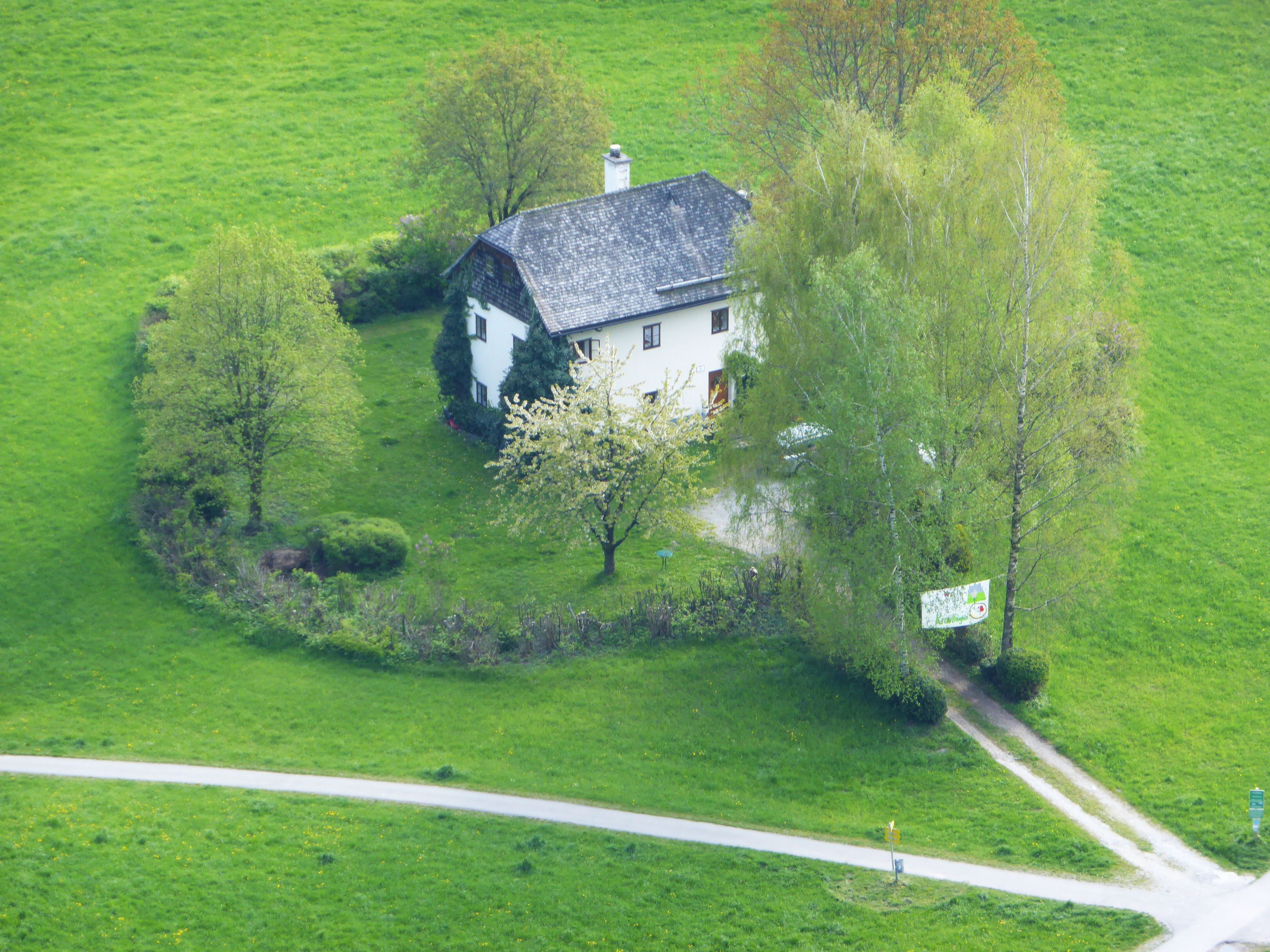
Krautwächterhäuschen im Frühling
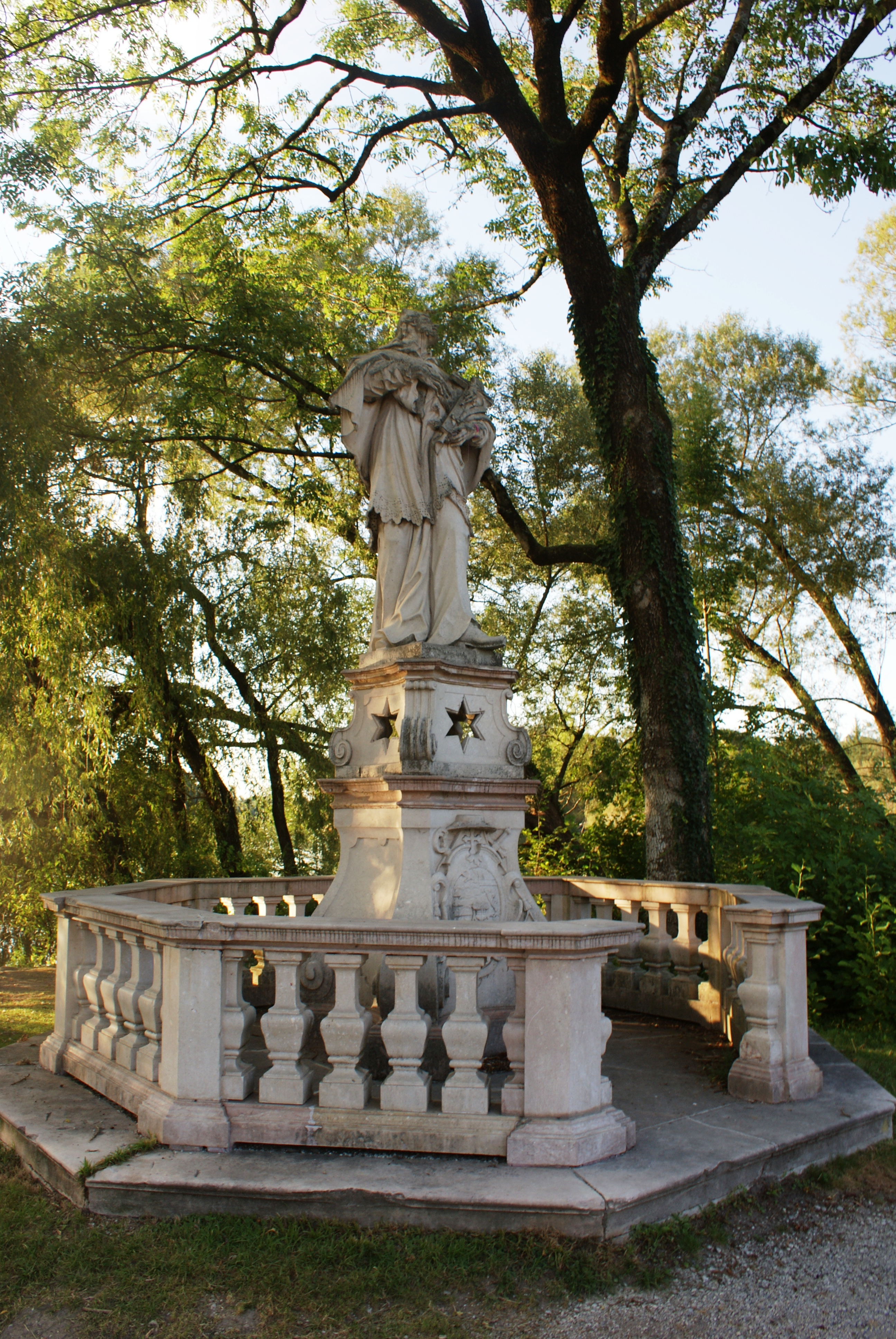
Statue des Johannes Nepomuk am Südostufer des Weihers

## Die Pfarre St.Paul
Der älteste Teil des Stadtteils Riedenburg gehört zur Stadtpfarre  Mülln. Der südlich angrenzende Teil gehört zur Pfarre  St. Paul. Viele Riedenburger, die sich in dem jungen Siedlungsgebiet niedergelassen hatten, kamen nach 1966 zuerst im nahen Kinosaal von Maxglan zur Messe. 1972 wurde dann die erste provisorische Kirche von St. Paul am Rande der Goriansiedlung errichtet. Die beiden Glocken kamen als Geschenk von der evangelischen Kirche in Hallein und von der katholischen Pfarrkirche in Puch. Nach 1990 wurde die heutige Kirche von St. Paul errichtet. Die Pfarrkirche wurde durch die Architekten Erio K. Hoffmann und Adalbert Rothenthal errichtet, die Fresken stammen von Hubert Schmalix.
Die Militärpfarre Salzburg des Militärgeneralvikariats war in früheren Jahren ebenfalls in der Riedenburgkaserne angesiedelt.